# Ageniaspis primus
Ageniaspis primus är en stekelart som beskrevs av Prinsloo 1979. Ageniaspis primus ingår i släktet Ageniaspis och familjen sköldlussteklar. Inga underarter finns listade i Catalogue of Life.